# 25058 Shanegould
25058 Shanegould este un asteroid din centura principală de asteroizi.

## Descriere
25058 Shanegould este un asteroid din centura principală de asteroizi. A fost descoperit pe 25 august 1998 la Reedy Creek de John Broughton. Asteroidul prezintă o orbită caracterizată de o semiaxă mare de 2,60 ua, o excentricitate de 0,08 și o înclinație de 4,5° în raport cu ecliptica.